# Artistic License
De Artistic License is een softwarelicentie die voor Perl en CPAN modules wordt gebruikt.
De Artistic Licence is geschreven door  Larry Wall.
De Artistic License is gecertificeerd als open source licentie door het Open Source Initiative. Er bestaat echter geen overeenstemming of de eerste versie van de Artistic Licence een vrijesoftwarelicentie is zoals de GPL-licentie. De Free Software Foundation noemt de Artistic License zelfs geen vrijesoftwarelicentie. Dit heeft niet tot problemen geleid omdat de meeste software die onder een Artistic License is uitgebracht ook onder een GPL-licentie is uitgebracht.
Er bestaat een Artistic License 2.0 die wel algemeen erkend wordt als een vrijesoftwarelicentie.